# Joan Segarra
Joan Segarra Iracheta (*Barcelona (España); 15 de noviembre de 1927-Taradell (Barcelona), 3 de septiembre de 2008) fue un futbolista español de los años 50, capitán del "Barça de las Cinco Copas", uno de los mejores equipos que el F. C. Barcelona ha tenido en su historia. Jugó 16 temporadas en el primer equipo del F. C. Barcelona, entre 1949 y 1965, en los que jugó un total de 528 partidos. Esta cifra lo convierte en el noveno jugador que más partidos ha jugado en la historia del club, tan solo por detrás de Xavi, Puyol, Migueli, Valdés, Iniesta, Carles Rexach, Amor y Zubizarreta.  
Jugador de extraordinaria clase y elegancia, era un comodín que podía actuar en diversas demarcaciones en función de las necesidades del equipo, aunque acostumbraba a jugar en el centro del mediocampo o de la defensa. Tuvo el honor de recoger como capitán los múltiples trofeos   que conquistó junto a jugadores de la categoría de Ramallets, Basora, César, Kubala, Moreno y Manchón.
Segarra fue titular habitual de la selección española, entre 1951 y 1962, período en el que jugó un total de 25 partidos internacionales.
Una vez retirado como jugador en activo en 1965, obtuvo el título de entrenador y dirigió a diversos equipos infantiles de las categorías inferiores del F. C. Barcelona. A finales de la temporada 1977/78 dirigió brevemente al FC Barcelona Atlètic, reemplazando a Laureano Ruiz hasta que Antoni Torres fue designado entrenador del filial para la temporada 1978/79. No obstante, en la recta final de esa temporada, Torres pasó al primer equipo como ayudante de Joaquim Rifé y Segarra fue el encargado de dirigir al filial hasta finalizar el curso.
La temporada 1979-1980 fue el ayudante de Helenio Herrera cuando este se hizo cargo del primer equipo del F. C. Barcelona, tras de cese de Rifé.

## Clubes
- Sansenc
- Sant Pol
- Vilafranca
- F. C. Barcelona: 1949-1965.

## Palmarés

### Torneos nacionales
| Título                     | Club         | País   | Año     |
| -------------------------- | ------------ | ------ | ------- |
| Copa del Generalísimo      | FC Barcelona | España | 1951    |
| Primera División de España | FC Barcelona | España | 1952    |
| Copa del Generalísimo      | FC Barcelona | España | 1952    |
| Copa Eva Duarte            | FC Barcelona | España | 1952    |
| Primera División de España | FC Barcelona | España | 1953    |
| Copa del Generalísimo      | FC Barcelona | España | 1953    |
| Copa Eva Duarte            | FC Barcelona | España | 1953    |
| Copa del Generalísimo      | FC Barcelona | España | 1957    |
| Primera División de España | FC Barcelona | España | 1958-59 |
| Copa del Generalísimo      | FC Barcelona | España | 1958-59 |
| Primera División de España | FC Barcelona | España | 1959-60 |
| Copa del Generalísimo      | FC Barcelona | España | 1962-63 |

### Torneos internacionales
| Título         | Club         | Sede      | Año     |
| -------------- | ------------ | --------- | ------- |
| Copa Latina    | FC Barcelona | Madrid    | 1949    |
| Copa Latina    | FC Barcelona | París     | 1952    |
| Copa de Ferias | FC Barcelona | Barcelona | 1955-58 |
| Copa de Ferias | FC Barcelona | Barcelona | 1958-60 |

### Distinciones individuales
| Distinción            | Año  |
| --------------------- | ---- |
| Trofeo Monchín Triana | 1957 |